# Todd Karns
Todd Karns (Hollywood, 19 januari 1921 – Ajijic (Mexico), 5 februari 2000) was een Amerikaans Acteur.

## Biografie
Todd was de zoon van Roscoe Karns, een bekend acteur die in bijna 150 films meespeelde. Karns volgde de voetsporen van zijn vader en speelde in twee Andy Hardy films mee. Doordat hij in het leger ging werd zijn carrière tijdens de laatste jaren van de Tweede Wereldoorlog stopgezet. Bij zijn terugkeer kreeg hij een rol in de kerstklassieker It's a Wonderful Life. Hoewel slechts een bijrol is dit zijn bekendste rol. Tussen 1949 en 1953 speelde hij Jackson Jones in de serie Jackson and Jill. Samen met zijn vader acteerde hij ook in de misdaadserie Rocky King Detective tussen 1950 en 1954. In 1956 trok hij zich terug uit de televisiewereld. 
Samen met zijn vrouw en drie kinderen verhuisde hij naar Guadalajara. Hij overleed op 79-jarige leeftijd aan kanker. 